# Micropaleontologia

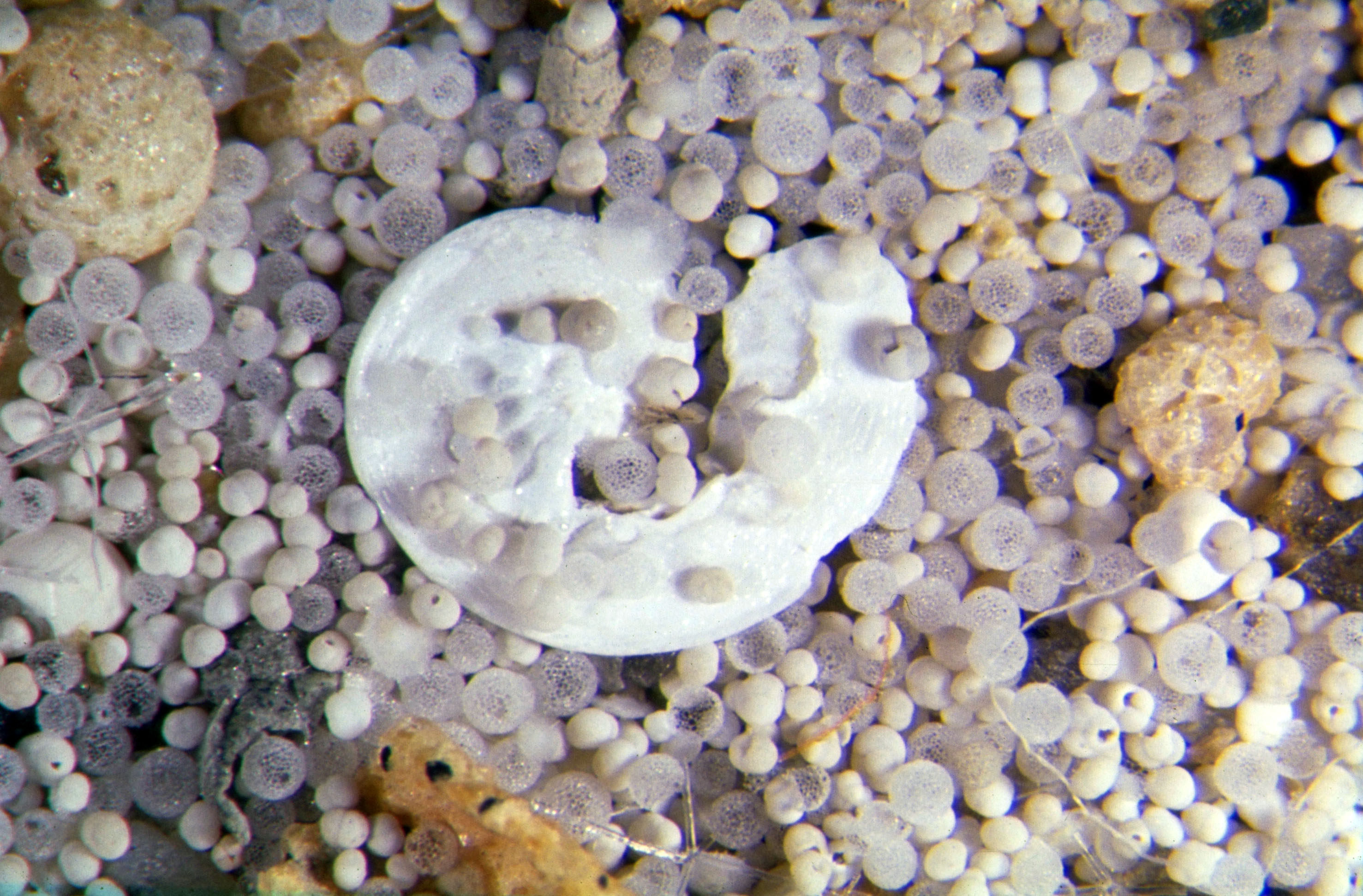
Microfossili marini, sedimenti della piattaforma continentale antartica, (Mare di Weddell orientale) costituiti da: radiolari (piccole sfere traslucide, con diametro medio di 0,5 mm), spicole aghiformi di spugne, foraminiferi planctonici (i piccoli gusci biancastri) e foraminiferi bentonici calcarei (biancastri) e arenacei (gusci giallognoli) Campione proveniente dal residuo di lavaggio con setaccio da 125 µm.

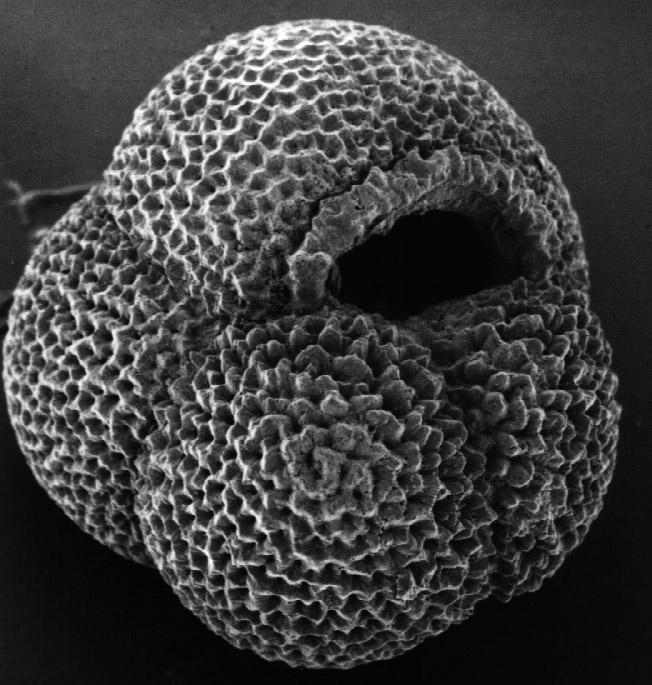
Guscio di foraminifero planctonico visto al microscopio elettronico a scansione

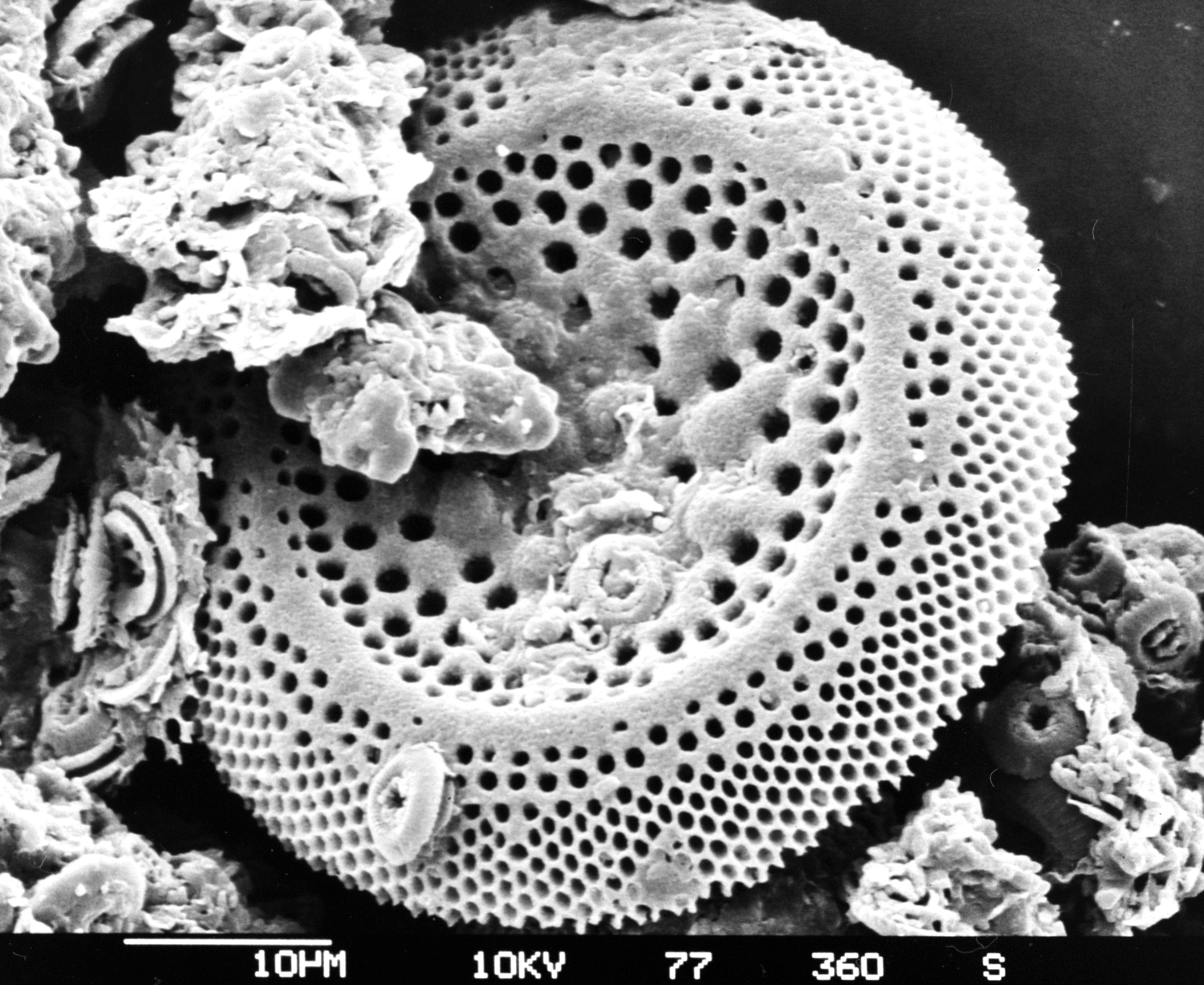
Diatomea Immagine al microscopio elettronico che mostra una diatomea e numerose piastrine di coccoliti

La micropaleontologia è una disciplina delle Scienze della Terra, specializzazione della paleontologia, che studia i microfossili, fossili di dimensioni così piccole da dover essere esaminati al microscopio, e provviste di strutture esterne contenenti minerali. Alla micropaleontologia può essere associata anche la palinologia, disciplina che si interessa ai palinomorfi, microfossili con pareti esterne organiche, prive di minerali. 
È una disciplina che trova numerose applicazioni, soprattutto nella micropaleontologia applicata alla ricerca petrolifera, agli studi cronostratigrafici e nelle ricostruzioni paleogeografiche e paleoclimatiche.

## Oggetto dello studio
I fossili studiati in micropaleontologia possono appartenere a phyla differenti, soprattutto ai protisti. Tra i protisti la cui struttura e composizione si presta alla fossilizzazione e pertanto alla conservazione per migliaia o milioni di anni, abbiamo i foraminiferi, dallo scheletro calcareo o arenaceo, e i radiolari, dallo scheletro siliceo. Si tratta di organismi microscopici costituenti il plancton marino. Anche le alghe microscopiche, unicellulari, una volta fossilizzate (come le alghe silicee diatomee) entrano a far parte dei fossili studiati dai micropaleontologi, come pure i piccolissimi fossili del nanoplancton calcareo quali i coccoliti, i Tintinnida.
Un altro gruppo di microfossili è dato dagli ostracodi, di cui si studiano i gusci fossili, che a seconda dei generi possono essere presenti sia in sedimenti di origine marina che continentale.
A tutti questi organismi si aggiungono fossili di incerta sede sistematica, quali i conodonti (considerati oggi come resti dell'apparato boccale di organismi più grandi).
Nel campo di studio della micropaleontologia sono inclusi anche resti fossili di dimensioni centimetriche, ma per il cui studio è necessaria l'osservazione al microscopio dei loro dettagli anatomico-scheletrici, quali per esempio i cosiddetti macroforaminiferi (termine informale per indicare gruppi di foraminiferi come i nummuliti, le alveoline, le fusuline) e le alghe calcaree. 
Una particolare specializzazione è data dallo studio degli otoliti fossili, le cui tecniche di analisi rientrano tra quelle della micropaleontologia.

## Tecniche di studio
Lo strumento più comune per lo studio di preparati micropaleontologici, è il microscopio binoculare, con ingrandimenti non troppo elevati, a luce trasmessa (per studiare le sezioni sottili di rocce sedimentarie coerenti) e luce riflessa (preparati da sabbie  sciolte, argille e fossili isolati). Le colorazioni, per esempio col blu di metilene, sono utili per gli studi quantitativi sulla granulometria, per evitare problemi di rimaneggiamento.
Lo studio al microscopio richiede una preparazione preliminare del campione, nel caso di analisi di rocce incoerenti come le argille, bisogna disgregare il campione, per esempio mettendolo a bagno per qualche giorno in acqua ossigenata a 10 volumi, e raccogliere tramite setacci a maglie fini, i resti dei microfossili.
Per i nanofossili è necessario ricorrere all'uso di microscopi elettronico a scansione.